# Eurasia Group
Die Eurasia Group ist ein international tätiges Beratungsunternehmen mit Hauptsitz in New York City. Daneben besitzt es Büros in Brasília, Washington, D.C., London, Tokio, São Paulo, San Francisco und Singapur. Es wurde 1998 von Ian Bremmer gegründet und hat sich auf die Analyse von geopolitischen Ereignissen und der Ermittlung der sich daraus ergebenden Risiken spezialisiert. Aus der Analyse werden im Januar jedes Jahres eine Liste mit den 10 größten politischen Risiken veröffentlicht. Das Unternehmen ermittelt zudem jedes Jahr den Global Political Risk Index (GPRI), der 2001 für Investoren an der Wall Street  entwickelt wurde.
Das Unternehmen ist in verschiedene Abteilungen gegliedert, die sich mit politischen Entwicklungen in verschiedenen Weltregionen und sicherheitspolitischen Bereichen auseinandersetzen. Die Eurasia Group unterhält eine Website mit quasi-journalistischen Inhalten und regelmäßigen Updates. Zu den für Kunden erbrachten Dienstleistungen gehören Politikrisikoberatung, Managementberatung, das Erarbeiten von Strategien, das Bereitstellen von Daten und öffentliche Reden auf Meetings und Veranstaltungen.  
Die Eurasia Group hat einen separaten Beirat zu Beratungszwecken, dessen Mitglieder Industrie- und Finanzchefs sind, viele davon mit Regierungserfahrung. Im Dezember 2014 wechselte Kevin Rudd, ehemaliger australischer Premierminister, als Senior Advisor zur Eurasia Group. Weitere hochrangige Berater sind der ehemalige kanadische Außenminister John Russell Baird, der Cyber- und Technologieberater Alec Ross, der frühere italienische Ministerpräsident Enrico Letta und der ehemalige polnische Außenminister Radosław Sikorski. Ein weiterer bekannter Mitarbeiter ist der Politikwissenschaftler Robert D. Kaplan. Auch Sigmar Gabriel ist für das Unternehmen tätig.
Die Eurasia Group kündigte 2015 eine Partnerschaft mit Nikko Asset Management an, um die Analyse von politischen Risiken in Investmentfonds von Schwellenländern zu integrieren. Laut dem Wall Street Journal „ist dies die erste derartige Partnerschaft zwischen dem Beratungsunternehmen und einem Vermögensverwalter“.